# Acomodador

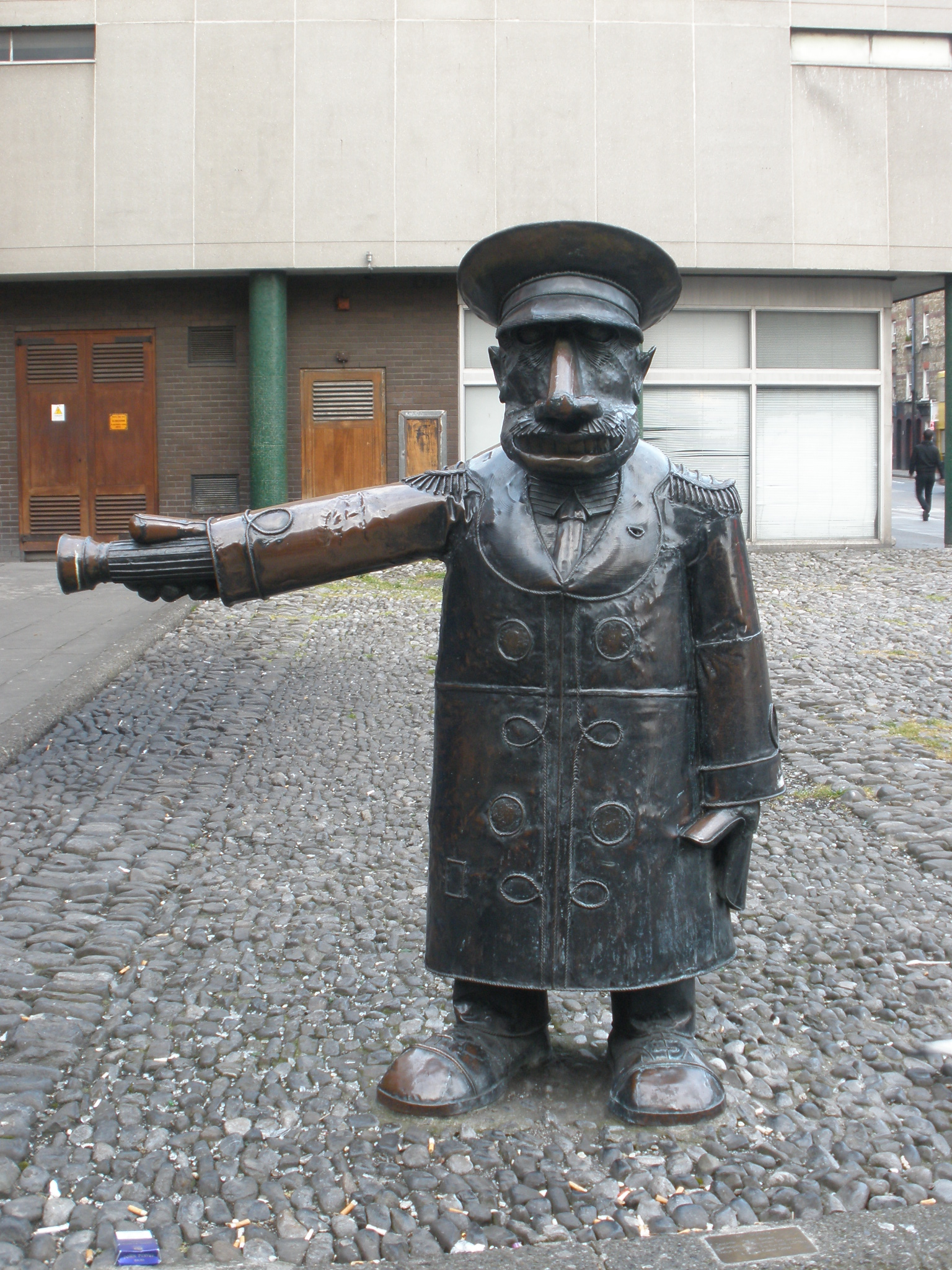
Mr. Screen, obra del escultor Vincent Browne representando a un acomodador de cine. Dublín, Irlanda.

Acomodador, en el teatro y otros espectáculos, es la persona encargada de acompañar y mostrar a los espectadores el camino y la ubicación de la localidad que se indica en la entrada, tique o boleto adquirido en taquilla.

## Características
Al margen del origen servil de su trabajo (como ujier o mayordomo), el acomodador es objetivamente útil cuando, ya iniciada la representación o proyección y con la sala a oscuras, guía al público hasta su asiento con la ayuda de una pequeña linterna. En ocasiones, el acomodador compagina su trabajo con funciones de orden y mantenimiento del local: apertura de puertas, gestión de iluminación, limpieza, organización de las butacas (plegado del asiento cuando no tenían muelles), etc. Además, ejerce funciones de vigilancia dentro de la sala durante la proyección: mantenimiento del silencio y del orden entre los espectadores pudiendo llegar a amonestar a quien no lo respete o, en último caso, expulsarle.
En el escalafón laboral dependen de un 'jefe de sala' y tradicionalmente visten algún tipo de uniforme. En algunos países existe la costumbre —ya casi perdida— de darles una propina, con discreción, tras haber realizado su servicio o cuando hacen entrega al espectador del programa de mano del espectáculo. La figura del acomodador tiende a desaparecer por diversas razones y circunstancias, una de ellas —la más superficial o evidente— pueden ser esas pequeñas luces en los laterales del pasillo iluminando el número de cada fila, que ejercen ahora la función de guía antes realizada por el acomodador.

## Fueron acomodadores

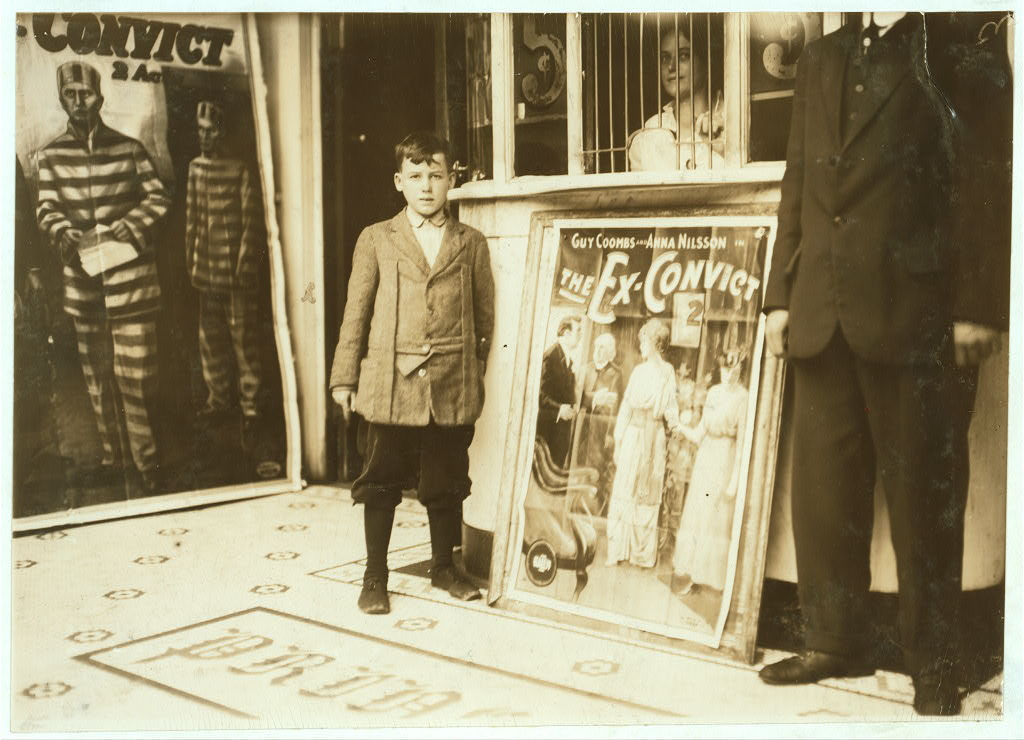
En esta foto de 1914: Brown-Mcdowel, joven acomodador de doce años de edad, en el teatro "Princess" de Birmingham, en Alabama, ganándose la vida de diez de la mañana a diez de la noche (una versión del sueño americano).

Brown McDowell, el niño-acomodador de Alabama que aparece en la imagen, pudo ser uno de los muchos ejemplos del «american way of life». Como él, también pasaron por el oficio de acomodador o comenzaron así su carrera cinematográfica: Lauren Bacall (la actriz que le robó el corazón a Bogart), y otros  actores de la talla de Chevy Chase, David Caruso, Aaron Paul, Tom Hulce, el Mozart de Amadeus, o productores como Herman Cohen acomodador del Teatro Dexter de Detroit y Leon Schlesinger. En España puede citarse el ejemplo del actor Javier Cámara, y en México el del empresario Eugenio Garza Sada.

### Coda
El dramaturgo Víctor Ruiz solía contar la anécdota que le aconteció la noche del estreno de Yerma en el Teatro Español de Madrid. Finalizada la representación y habiendo aplaudido "como un enloquecido" desde su localidad en el último anfiteatro (el famoso "gallinero"), se le "acercó un acomodador con aire sibilino", y le dijo:

"- ¿Qué? Buena obra, ¿eh?

- Mucho. Muy buena.
 
 - Ya, ya... Pues mañana, ¡nadie!."